# بائلو کلودیا
بائلو کلودیا (به اسپانیایی: Baelo Claudia) یک شهرک، موزه و محوطه باستانی در اسپانیا است که در تاریفا واقع شده‌است.